# Моніторинг в економіці
Моніторинг в економіці - процес спостереження з боку інвесторів за діями керівництва з досягнення цілей, поставлених угодою з викупу компанії, наприклад, за обслуговуванням заборгованості і дотриманням термінів її погашення. Моніторинг може означати включення представників інвесторів у раду директорів, одержання регулярних звітів, скликання зборів, що дозволяє інвесторам визначити наявність проблем на ранньому етапі і вчасно почати необхідні міри. Такий процес також дає керівництву підприємства доступ до нових ідей і контрактів, а також дозволяє одержати допомогу від інвестиційних організацій.